# Jimmy Tatro
James Richard Tatro (Los Angeles, 16 februari 1992) is een Amerikaans acteur, scenarioschrijver en komiek. Hij is oprichter van en ster in het populaire YouTube-kanaal LifeAccordingToJimmy, met 3,4 miljoen abonnees en 640 miljoen videoweergaven. Tatro schrijft, produceert en regisseert iedere video met zijn vriend Christian A. Pierce. Daarnaast speelde hij in films als Grown Ups 2 en 22 Jump Street.

## Jeugd
Tatro werd geboren en groeide op in Los Angeles, Californië. Hij ging naar Notre Dame High School in Sherman Oaks, waar hij bekendstond als humorist en fervent basketbalfan. Hij startte met het maken van komische video's met vrienden nadat hij zijn eerste videocamera kreeg. Hij studeerde toen aan de Universiteit van Arizona, waar hij overigens tijdens zijn eerste jaar zou stoppen.

## Carrière
Tatro begon zijn filmcarrière in 2013, met een kleine rol in Adam Sandler's comedy Grown Ups 2. Later, in 2014, was hij als Rooster tegenspeler van  Jonah Hill en Channing Tatum in de film 22 Jump Street. In 2015 verscheen hij in de filmeditie van Blue Mountain State en in 2017 speelde hij een van de hoofdrollen in de achtdelige Netflix-serie American Vandal.
In 2014 stond zijn YouTube-kanaal LifeAccordingToJimmy op nummer 92 in de prestigieuze Top 100 Channels-lijst van New Media Rockstars. Naast zijn werk als acteur reist Tatro door de Verenigde Staten met stand-upcomedy-shows.